# Феліксас Байорас
Феліксас Байорас (лит. Feliksas Romualdas Bajoras; нар. 7 жовтня 1934, Алітус) — литовський композитор, лауреат Державної премії Литви (1981), Національної премії Литви з культури та мистецтва (2001).

## Біографія
В 1958 закінчив Литовську консерваторію (нині Литовська академія музики і театру) за класом скрипки (Александрас Лівонтас), в 1963 — за класом композиції (Юлюс Юзелюнас). У 1963 — 1965  працював учителем у музичній школі в Шяуляї. У 1965 — 1989 був музичним директором Молодіжного театру. У 1984 — 1988 жив у США. З 1991 – доцент Литовської академії музики, з 1994 – професор. У 1991 — 1994 був також музичним директором Литовського національного драматичного театру.
Його творчість включає обробки литовських народних пісень, музику до спектаклів і кінофільмів. Найбільш відомий твір — жалобна музика, записана 1973 Литовським державним оркестром «Трімітас», багаторазово перевидавалася фірмою «Мелодія».

## Твори
- Симфонії та ін. твори для оркестру; для різн. камерних складів – «Вітражі» (1968)
- Жалобна музика (1973)
- Вільнюський квартет (диптих, 1974–1975)
- Весільні пісні (1977)
- Опера «Агнець Божий» (1982, пост. 1991, Вільнюс)
- Календарні пісні (1982)
- Трудові пісні (1983)
- Пісні кохання (1984).
- Ораторія «Підняття дзвона» (1980)
- "Знак" (1996)
- «Стежка сонця» (2000)
- Концерт для скрипки з оркестром (1999)

З 1980-х пише також духовну музику (Дитяча меса, 1991; Missa in musica, 1992, Introductio et missa brevis, 1995).

## Нагороди та звання
- 1981 – Державна премія Литви
- 1998 – Премія Уряду Литовської Республіки з мистецтва
- 2001 – Національна премія Литви з культури та мистецтва
- 2007 – Офіцерський хрест ордена Великого князя литовського Гядиминаса[3].